# Минаевка
Мина́евка — село в Асиновском районе Томской области. Входит в Новониколаевское сельское поселение.

## География
Минаевка расположена на востоке Асиновского района, на границе с Первомайским районом. С востока село ограничено рекой Чулым, с запада — автодорогой, соединяющей село, с одной стороны, с Новониколаевкой, с другой — с Батуриным.

## История
Основана в 1912 г. В 1926 году состояла из 141 хозяйства, основное население — русские. В административном отношении центр Минаевского сельсовета Ново-Кусковского района Томского округа Сибирского края.

## Население
| 1926 | 1939 | 1959 | 1970 | 1979 | 1989  | 2002 |
| ---- | ---- | ---- | ---- | ---- | ----- | ---- |
| 616  | ↗789 | ↗946 | ↘931 | ↗986 | ↗1137 | ↘795 |
| 2010 | 2012 | 2013 | 2014 | 2015 | 2019  | 2021 |
| ↘633 | ↘601 | ↘593 | ↘587 | ↘572 | ↘541  | ↘537 |

## Социальная сфера и экономика
В селе работает средняя общеобразовательная школа, есть фельдшерско-акушерский пункт.
Основу экономической жизни села составляет сельское хозяйство.